# Truncus pulmonalis

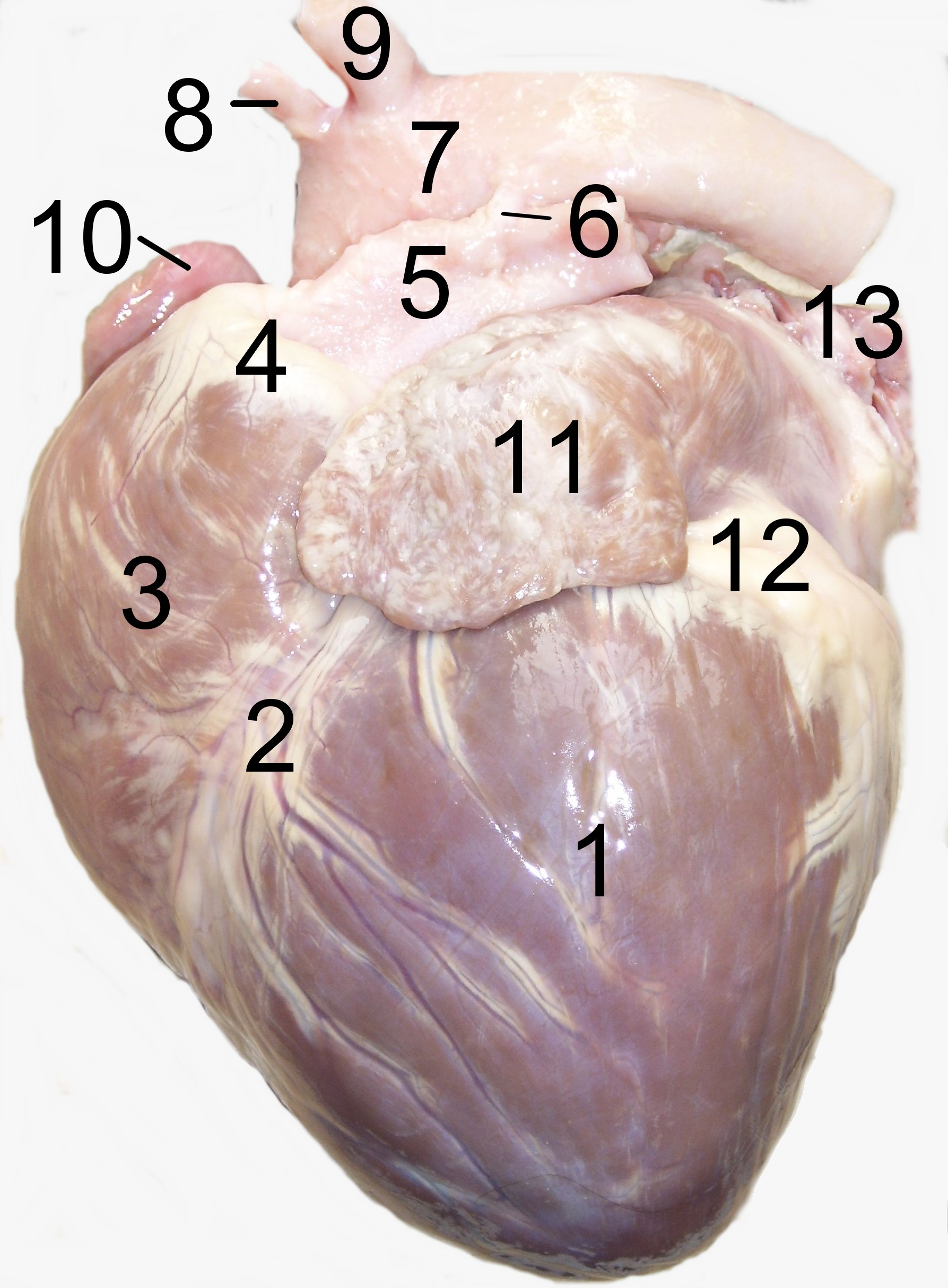
Herz eines Hundes von links: 1 linke Herzkammer, 2 linke Längsfurche (Sulcus interventricularis paraconalis), 3 rechte Herzkammer, 4 Arterienkonus (Conus arteriosus), 5 Lungenstamm (Truncus pulmonalis), 6 BOTALLI-Band (Ligamentum arteriosum), 7 Aortenbogen, 8 Arm-Kopf-Stamm (Truncus brachiocephalicus), 9 linke Schlüsselbeinarterie (Arteria subclavia sinistra), 10 rechtes Herzohr, 11 linkes Herzohr, 12 Herzkranzfurche mit Fett, 13 Lungenvenen.

Der Truncus pulmonalis (lat., „Lungenstamm“) ist eine elastische, herznahe Arterie und der gemeinsame Stamm der zur Lunge führenden Arterien (Arteriae pulmonales), welche sauerstoffarmes Blut transportieren.

## Anatomie
Das Blutgefäß beginnt mit einer leichten Auftreibung (Conus arteriosus) an der rechten Herzkammer. Die Öffnung in der Herzkammer wird Ostium trunci pulmonalis bezeichnet und enthält die Pulmonalklappe (Valva trunci pulmonalis).
Der Truncus pulmonalis biegt nach kaudal (schwanzwärts) um und kreuzt links an der Aorta vorbei. Hier sind beide Gefäße durch das Ligamentum arteriosum (Botalli-Band), einem bindegewebigen Strang miteinander verbunden. Das Ligamentum arteriosum stellt den sich normalerweise unmittelbar nach der Geburt verschließenden, ehemaligen Ductus arteriosus dar, der beim Fetus das Blut vom Truncus pulmonalis in die Aorta leitet und damit den Lungenkreislauf weitestgehend kurz schließt.
Anschließend teilt sich der Truncus pulmonalis an der Bifurcatio trunci pulmonalis in die rechte und linke Lungenarterie (Arteria pulmonalis dextra und sinistra).

## Entwicklungsgeschichte
Während der Organbildung wird der Truncus pulmonalis durch das Septum aorticopulmonale aus der zunächst gemeinsamen Ausflussbahn des primitiven Herzens von der aufsteigenden Aorta getrennt. Der herzferne Abschnitt entsteht zusammen mit dem Ductus arteriosus aus der 6. Kiemenbogenarterie.